# Supersport 300 svjetsko prvenstvo
Supersport 300 svjetsko prvenstvo (eng. Supersport 300 World Championship) je natjecanje u cestovnom motociklizmu osnovano 2017. godine, te se vozi u okviru utrka svjetskog Superbike prvenstva. 

## O natjecanju
Supersport 300 je FIM (Svjetska motociklistička organizacija) najavila u jesen 2016. godine, kao novu klasu i natjecanje u okviru Superbike svjetskog prvenstva, te kao zamjenu za dotadašnje Eurosposko Superstock 600 prvenstvo i Europski juniorski kup (eng. European Junior Cup). 
 
Vozači u natjecanju moraju imati najmanje 15 godina starosti. 
 
Cilj natjecanja je da to bude ulazno natjecanje u kojem bi mladi vozači stjecali iskustvo za ulazak u svjetska prvenstva u Supersport i Superbike klasama ili u druga natjecanja, te je također cilj da klasa Supersport 300 s vremenm ima ovoja natjecanja u nacionalnim i drugim međunarodnim natjecanjima.  

Do 2019. godine u Supersport 300 svjetskom prvenstvu je vožena jedna utrka po trkačem vikendu, a od 2020. godine se voze dvije utrke po vikendu. 
 
2018. godine prvakinja je postala španjolska vozačica Ana Carrasco, te je to prva žena koja je osvojila neko od svjetskih prvenstva u cestovnom motociklizmu.

## Motocikli
U natjecanju se koriste motocikli temeljeni na sportskim verzijama produkcijskih motocikala (u serijskoj proizvodnji), te homologizirani za natjecanje. Iako klasa ima naziv Supersport 300, homologizirani motocikli mogu imati motor veće zapremine od 300 cm3, ali su ograničeni svojom masom i brojem okretaja. 
U Svjetskom prvenstvu Supersport 300 se koriste (ili se koristili) motocikli sljedećih proizvođača: 
- KTM: RC 390 R
- Honda: CBR500R
- Kawasaki: Ninja 300, Ninja 400
- Yamaha: YZF-R3
- Kove: 321RR

## Staze
Utrke Supersport 300 svjetskog prvenstva se uglavnom održavaju na europskim rundama svjetskog Superbike prvenstva. 
Staze za sezonu 2024.
- Most
- Magny-Cours
- Misano (Marco Simoncelli)
- TT Circuit Assen
- Algarve (Portimão)
- Barcelona-Catalunya
- Jerez
- MotorLand Aragón

Bivše staze u prvenstvu (2017. – 2023.)
- Brno
- Imola (Enzo e Dino Ferrari)
- Losail
- Lausitzring
- Estoril
- Donington Park

## Sustav bodovanja
Vozači po ostvarenoj poziciji dobivaju sljedeće bodove:
| sezone      | utrke           | pozicija u utrci | 1. | 2. | 3. | 4. | 5. | 6. | 7. | 8. | 9. | 10. | 11. | 12. | 13. | 14. | 15. |
| 2017.-2019. | utrka           | bodovi           | 25 | 20 | 16 | 13 | 11 | 10 | 9  | 8  | 7  | 6   | 5   | 4   | 3   | 2   | 1   |
| 2020.-      | utrka 1 utrka 2 | bodovi           | 25 | 20 | 16 | 13 | 11 | 10 | 9  | 8  | 7  | 6   | 5   | 4   | 3   | 2   | 1   |

U prvenstvu za proizvođače, bodove dobiva samo najbolje plasirani motocikl proizvođača, i to za poziciju koju je ostvario 

## Svjetski prvaci

### Prvenstvo za vozače
Poredak prva tri vozača u prvenstvu 
| Sezona | Prvak               | Motor    | Drugoplasirani           | Motor    | Trećeplasirani       | Motor    | utrka | izvori |
| ------ | ------------------- | -------- | ------------------------ | -------- | -------------------- | -------- | ----- | ------ |
| 2017.  | Marc García         | Yamaha   | Alfonso Coppola          | Yamaha   | Scott Deroue         | Kawasaki | 9     | [ 1 ]  |
| 2018.  | Ana Carrasco        | Kawasaki | Mika Pérez               | Kawasaki | Scott Deroue         | Kawasaki | 8     | [ 2 ]  |
| 2019.  | Manuel González     | Kawasaki | Scott Deroue             | Kawasaki | Ana Carrasco         | Kawasaki | 8 (9) | [ 3 ]  |
| 2020.  | Jeffrey Buis        | Kawasaki | Scott Deroue             | Kawasaki | Bahattin Sofuoğlu    | Yamaha   | 14    | [ 4 ]  |
| 2021.  | Adrián Huertas      | Kawasaki | Tom Booth-Amos           | Kawasaki | Jeffrey Buis         | Kawasaki | 16    | [ 5 ]  |
| 2022.  | Álvaro Díaz         | Yamaha   | Victor Steeman           | Kawasaki | Hugo De Cancellis    | Kawasaki | 16    | [ 6 ]  |
| 2023.  | Jeffrey Buis        | Kawasaki | José Luis Pérez Gonzaléz | Kawasaki | Mirko Gennai         | Yamaha   | 16    | [ 7 ]  |
| 2024.  | Aldi Satya Mahendra | Yamaha   | Loris Veneman            | Kawasaki | Iñigo Iglesias Bravo | Kawasaki | 16    | [ 8 ]  |

### Prvenstvo za konstruktore
Poredak prva tri proizvođača (konstruktora) u prvenstvu. 
| Sezona | Prvak    | Drugoplasirani | Trećeplasirani |
| ------ | -------- | -------------- | -------------- |
| 2017.  | Yamaha   | Kawasaki       | Honda          |
| 2018.  | Kawasaki | Yamaha         | KTM            |
| 2019.  | Kawasaki | Yamaha         | KTM            |
| 2020.  | Kawasaki | Yamaha         | KTM            |
| 2021.  | Kawasaki | Yamaha         | KTM            |
| 2022.  | Yamaha   | Kawasaki       | KTM            |
| 2023.  | Kawasaki | Yamaha         | KTM            |
| 2024.  | Kawasaki | Yamaha         | Kove           |

Konstruktori po uspješnosti
| proizvođač | prvi | drugi | treći | ukupno |
| ---------- | ---- | ----- | ----- | ------ |
| Kawasaki   | 6    | 2     |       | 8      |
| Yamaha     | 2    | 6     |       | 8      |
| KTM        |      |       | 6     | 6      |
| Honda      |      |       | 1     | 1      |
| Kove       |      |       | 1     | 1      |

 zaključno sa sezonom 2024. 

## Vanjske poveznice
- (engl.) worldsbk.com
- (engl.) worldsbk.com, News - SSP300